# Brigade anti-négrophobie
Pour les articles homonymes, voir Ban.
La Brigade anti-négrophobie, ou BAN, est un collectif français de lutte contre le racisme, la négrophobie, en particulier. Fondée en 2005, elle se fait connaître du grand public au début des années 2010, grâce à des rassemblements protestataires dénonçant l'injustice et les discriminations dont sont victimes les Noirs en France.

## Fondation
La Brigade anti-négrophobie, désignée aussi par l'acronyme BAN, est une émanation de l'Alliance noire citoyenne, une association antiraciste fondée en 2005 après plusieurs événements survenus au cours de l'année passée : trois incendies criminels à Paris (incendie de l'hôtel Paris-Opéra, du boulevard Auriol et de la rue du Roi-Doré) qui ont provoqué la mort d'une cinquantaine de personnes originaires d'Afrique, puis les émeutes dans les banlieues françaises,,,. L'Alliance noire citoyenne (ANC, comme l'ANC de Nelson Mandela) est déclarée à la préfecture du Val-d'Oise en décembre 2005. Son fondateur est Franco Lollia, membre depuis la fin des années 1990 de La Brigade, un collectif français de hip-hop, sous le pseudonyme « Le Pacificateur ».
Sous l'impulsion de Franco, la BAN est officiellement inaugurée en octobre 2010, en réaction à des propos racistes tenus à la télévision par le parfumeur français Jean-Paul Guerlain,. L'association « Collectif non à Guerlain ! Non à la négrophobie ! Collectif anti-négrophobie » est déclarée à la préfecture de police de Paris en février 2011,.
La BAN est un collectif fédérant l'ANC et le MIRADA (Mouvement international pour le respect et l'avancée des droits des Afrodescendants), une association également créée par Franco, déclarée à la préfecture de police de Paris en mars 2011.

## Organisation et objectifs
La Brigade anti-négrophobie est un collectif informel, composé essentiellement de jeunes Noirs, hommes et femmes vivant en Île-de-France. La Brigade anti-négrophobie s'est donné pour mission de combattre le racisme, celui qui vise les Noirs, en particulier,. Plus radicale que les autres mouvements antiracistes français, elle organise des actions publiques, parfois musclées, au cours desquelles elle diffuse son message de protestation contre les discriminations et l'injustice dont sont victimes les Noirs, en France,,. Sur le plan doctrinal, elle se réclame des valeurs républicaines issues de la Révolution française et de la Résistance française. Elle revendique l'apport théorique de la littérature afro-américaine en adoptant une approche du racisme sous l'angle institutionnel, à l'instar de Stokely Carmichael et Charles V. Hamilton (en) qui considèrent le racisme comme une « politique fondée sans ambages sur des considérations de race, dans le but d'assujettir un groupe racial et de le maintenir sous tutelle ».
La BAN ne possède ni locaux ni site web, seulement une page de présentation sur le service de réseautage social américain Facebook. En juin 2020, celle-ci affichait un total de 37 000 abonnés, bien que le nombre effectif des membres du collectif soit tenu secret,.

### Porte-parole
Franco Lollia est le porte-parole de ce mouvement. D'origine guadeloupéenne, il préfère se définir comme afro-caribéen,. Dans les années 2000, il fréquentait des personnalités telles que l'antisioniste français Dieudonné et le militant franco-béninois Kémi Séba, fondateur de la Tribu Ka, promotrice d'un suprémacisme noir.

## Principales actions

### Action contre Guerlain
Au mois d'octobre 2010, Jean-Paul Guerlain, héritier de la marque de parfum Guerlain, fait scandale en tenant, au cours d'une entretien télévisé, des propos racistes. À l'appel d'un collectif nommé « Boycottez Guerlain », des membres de l'Alliance noire citoyenne, arborant un t-shirt noir barré de la mention « Brigade Anti Négrophobie », se rassemblent devant des boutiques parisiennes de l'enseigne Guerlain, propriété du groupe mondial LVMH. Le mois suivant, en présence de la BAN, nouvellement formée, des représentants du poids lourd de l'industrie du luxe s'engagent à orienter une partie du mécénat de LVMH vers des actions contre le racisme en France,,. En mars 2012, le tribunal correctionnel de Paris condamne Jean-Paul Guerlain pour injure raciale. Il doit payer une amende de 6 000 €, à laquelle s'ajoute 2 000 € de dommages et intérêts au profit de chacune des associations constituées parties civiles : le Mouvement contre le racisme et pour l'amitié entre les peuples (MRAP), la Ligue internationale contre le racisme et l'antisémitisme (LICRA) et SOS Racisme.

### Participation àLa marche des esclavesde Nantes
Depuis le début des années 1990, la ville de Nantes, en France, propose au public, à travers diverses manifestations culturelles, de découvrir son passé de port négrier. En mai 2006, pour la première journée commémorative du souvenir de l'esclavage et de son abolition, elle inaugure le village de la Mémoire, un espace d'expositions destiné aux associations,. En 2009, celui-ci accueille vingt-cinq groupes associatifs — seize, deux ans plus tôt —, présentant divers aspects de l'histoire nantaise de la traite négrière.
L'année 2006, une association nantaise, Passerelle noire, décide de faire valoir son point de vue sur la mémoire de l'esclavage et crée un défilé intitulé La marche des esclaves. Circulant dans les rues du centre-ville de Nantes, le spectacle vivant se termine dans le village de la Mémoire. En 2011, la présence de l'une des filles de Malcolm X, une référence au mouvement afro-américain des droits civiques, et près d'une centaine de membres de la BAN tout de noir vêtus font que l'initiative de la Passerelle noire rencontre une désapprobation politique plus forte que d'habitude.

### Participations à la commémoration officielle de l'abolition de esclavage
Le 10 mai 2011, jour de commémoration nationale de l'abolition de l’esclavage, quelques membres de la Brigade anti-négrophobie se rendent, sur invitation, dans le jardin du Luxembourg, à Paris, pour assister à la cérémonie officielle, présidée par le président de la République française en place, Nicolas Sarkozy. Ils sont arrêtés et détenus temporairement à cause du logo « Brigade antinégrophobie » inscrit en blanc sur leurs t-shirts noirs. Aucune charge légale n'a pu être cependant produite pour justifier leur arrestation,,. Le 10 mai 2012, le collectif antiraciste est présent à la cérémonie officielle de commémoration, mais, l'année suivante, alors que le nouveau chef de l'État français, François Hollande s'apprête à prendre la parole, il en est de nouveau expulsé par la police, malgré la présentation d'invitations officielles.

### Protestation contre des manifestations culturelles
Fin novembre 2014, rassemblés pour protester contre la « négrophobie déguisée en bonnes intentions » que représente, selon eux, le spectacle Exhibit B. de l'artiste sud-africain Brett Bailey (en), qui met en scène des acteurs noirs enfermés dans des cages comme dans un zoo humain, des militants de la Brigade anti-négrophobie, alliés à l'Aussar et aux Indigènes de la République, s'opposent à la LICRA, au MRAP et à la Ligue des droits de l'homme qui défendent une œuvre artistique dénonciatrice,.
Durant les mois de février et mars 2018, engagée dans une lutte contre « La Nuit des Noirs » tenue pendant le carnaval de Dunkerque, la Brigande anti-négrophobie saisit la justice en arguant de l'utilisation injurieuse du blackface, ainsi que d'accessoires type colliers d'os ou pagnes durant cet événement récurrent. L'association est déboutée par le juge des référés du tribunal administratif de Lille. Ce carnaval du XVIIe siècle reprend depuis 1968 l'activité La Nuit des Noirs. Les carnavaleux et le maire revendiquent leur droit à la blague potache tandis que l'avocat du Conseil représentatif des associations noires (CRAN) a invoqué : « l'atteinte à la dignité humaine et le trouble à l'ordre public »,,.
Le 25 mars 2019, en collaboration avec le CRAN et la Ligue de défense noire africaine, le collectif antiraciste empêche, au nom de la lutte contre le blackface, une représentation de la pièce de théâtre Les Suppliantes d'Eschyle, programmée à la Sorbonne.

### Actions contre des symboles jugés négrophobes

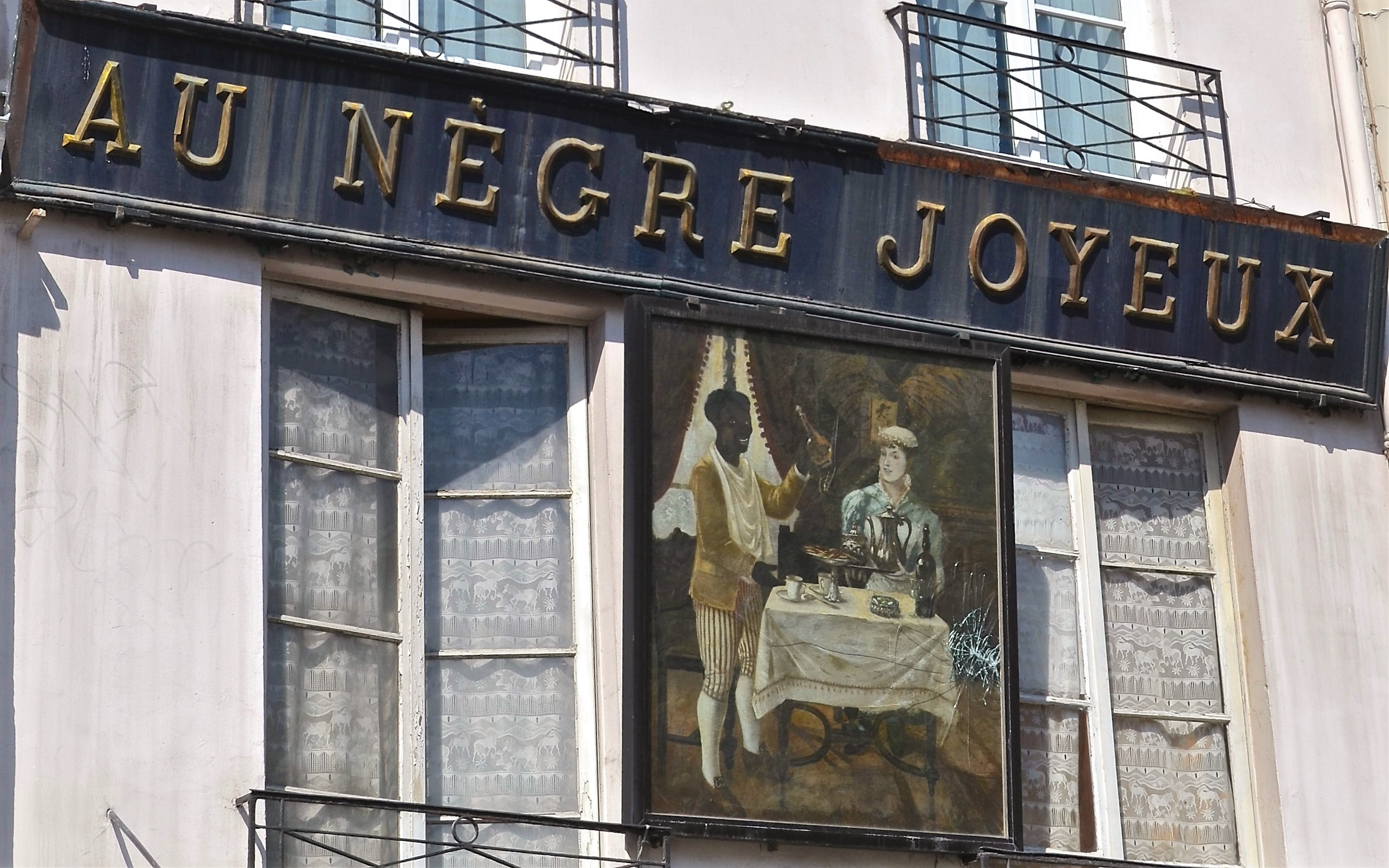
L'enseigne Au Nègre Joyeux à Paris, retirée en 2018 et aujourd'hui conservée au musée Carnavalet.

À partir de 2011, la BAN organise des manifestations devant l'enseigne Au Nègre joyeux à Paris,, qui est finalement retirée.
Dans la foulée d'une série mondiale de déboulonnages de statues, développement des manifestations et émeutes de mai - juin 2020 aux États-Unis, consécutives au meurtre de George Floyd, la Brigade anti-négrophobie entreprend, dans l'espace public, des actions contre des représentations de personnalités historiques qu'elle juge « négrophobes ».
Le 21 juin 2020, le piédestal du monument au général Faidherbe, à Lille, est tagué des mots « colon » et « assassin » inscrits en rouge.

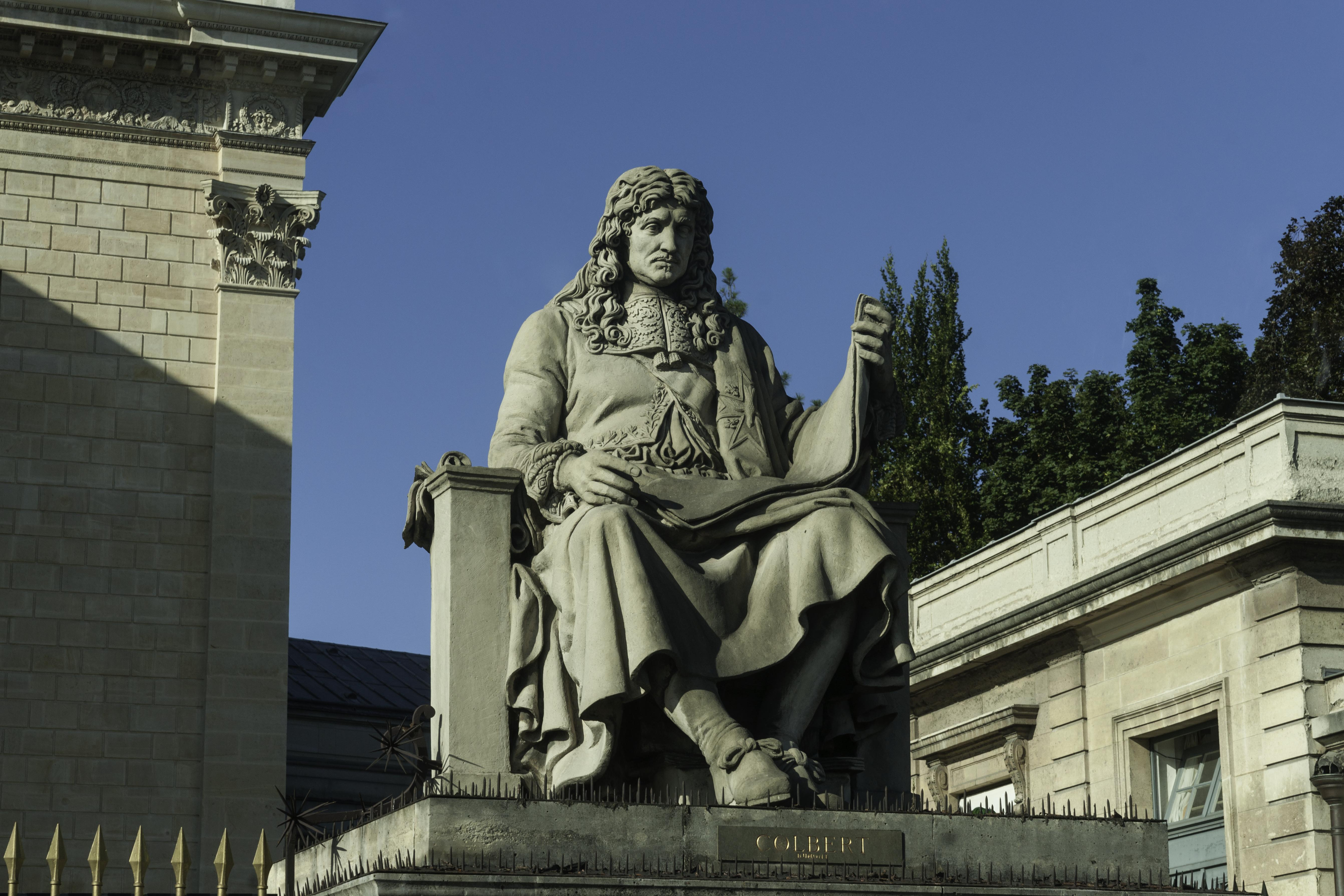
La statue monumentale de Colbert, à l'entrée du palais Bourbon, siège de l'Assemblée nationale à Paris.

Puis, le 23 juin 2020, la statue monumentale de Jean-Baptiste Colbert, située devant l'Assemblée nationale à Paris, est aspergée de peinture rouge et recouverte de l'inscription « négrophobie d'État » par Franco Lollia, porte parole de la Brigade anti-négrophobie, collectif qui dénonce le monument depuis 2015. Celui-ci, érigé en 1808 sous le Premier Empire, 6 ans après le rétablissement de l'esclavage par Napoléon, est accusé de glorifier le rédacteur du Code noir, texte commandé par Louis XIV qui réglemente les droits du propriétaire sur son esclave. Le procès se tient le 10 mai 2021, 20 ans jour pour jour après le vote de la loi Taubira reconnaissant l'esclavage comme un crime contre l'humanité. L'activiste est alors condamné à 500 € d'amende, plus 1 040 € de dommages et intérêts à verser à l'Assemblée nationale pour le préjudice matériel. Franco Lollia et ses avocats ont fait appel, et s'apprêtent également à « demander officiellement le retrait de la statue de Colbert devant l'Assemblée nationale aux autorités de l'État » et à « poursuivre les autorités pour apologie de crime contre l'humanité ».

### Autres actions
Le 17 juillet 2011, avec le DAL et le Collectif Balzac, la BAN apporte son soutien aux expulsés de la barre Balzac à la Cité des 4000, à La Courneuve.
Le 25 novembre 2017, La BAN organise, à Paris, une manifestation contre l'esclavage en Libye,.

## Critiques
Emmanuel Debono, dans son blog hébergé par le journal Le Monde, fait observer que le mouvement antiraciste français des années 2010 est divisé. Selon l'historien, de nouvelles organisations, telles que les Indigènes de la République, le Collectif contre l'islamophobie en France, Les Indivisibles et la BAN, s'opposent aux associations plus anciennes comme la LICRA, le MRAP et SOS Racisme. Les premières contestent la pertinence et la sincérité de l'antiracisme dit universaliste prôné par les secondes. Elles rejettent la revendication d'intégration dans la République au profit d'une mise en valeur des spécificités des « minorités visibles », la « décolonialisation » des mentalités et la dénonciation d'un racisme institutionnel. De son côté, la journaliste Warda Mohamed de Basta ! relève que la majorité des membres et dirigeants des associations antiracistes traditionnelles, telles que SOS Racisme, n'ont jamais connu le racisme ni la discrimination, contrairement aux militants du collectif anti-négrophobie.
En 2014, Alain Jakubowicz, alors président de la LICRA, condamne la position qu'il juge « communautariste » de la Brigade anti-négrophobie. Il reproche au collectif d'entretenir, en contradiction avec « le modèle républicain » français, une concurrence victimaire et mémorielle avec d'autres minorités stigmatisées de la population française.
Le chercheur Renaud Hourcade note que les militants de la Brigade anti-négrophobie, malgré l'« apparente radicalité » de leurs actions et de leur code vestimentaire lors de ces actions, ont une idéologie assez différente des nationalistes noirs radicaux : « Ils ne conçoivent pas la condition noire comme une identité substantielle, et s'auto-qualifient même de “Républicains”. Ce qu'ils cherchent est principalement de faire prendre conscience à la Nation du niveau de désavantage racial qu'endure une partie de ses citoyens, et le font au travers de moyens plus francs et directs que ceux habituellement utilisés en France. »

## Publications
- Brigade anti-négrophobie, Autopsie de la négrophobie : Chronique d'une mort annoncée, 2013, 130 p. (ISBN 978-2-9546467-0-1)[40],[6]